# Еллікотт (Колорадо)
Еллікотт (англ. Ellicott) — переписна місцевість (CDP) в США, в окрузі Ель-Пасо штату Колорадо. Населення — 1248 осіб (2020).

## Географія
Еллікотт розташований за координатами 38°49′32″ пн. ш. 104°22′58″ зх. д. / 38.82556° пн. ш. 104.38278° зх. д. (38.825433, -104.382844).  За даними Бюро перепису населення США в 2010 році переписна місцевість мала площу 28,18 км², уся площа — суходіл.

## Демографія
Згідно з переписом 2010 року, у переписній місцевості мешкала 1131 особа в 381 домогосподарстві у складі 290 родин. Густота населення становила 40 осіб/км².  Було 443 помешкання (16/км²).
Расовий склад населення:
| - 80,0 % — білих - 2,1 % — корінних американців - 1,0 % — чорних або афроамериканців - 0,2 % — азіатів - 0,1 % — вихідців з тихоокеанських островів - 12,8 % — осіб інших рас |

До двох чи більше рас належало 3,8 %. Частка іспаномовних становила 21,0 % від усіх жителів.
За віковим діапазоном населення розподілялося таким чином: 33,1 % — особи молодші 18 років, 59,9 % — особи у віці 18—64 років, 7,0 % — особи у віці 65 років та старші. Медіана віку мешканця становила 32,0 року. На 100 осіб жіночої статі у переписній місцевості припадало 100,9 чоловіків;  на 100 жінок у віці від 18 років та старших — 91,6 чоловіків також старших 18 років.
Середній дохід на одне домашнє господарство  становив 56 487 доларів США (медіана — 47 000), а середній дохід на одну сім'ю — 67 211 долар (медіана — 49 038). Медіана доходів становила 52 656 доларів для чоловіків та 55 179 доларів для жінок. За межею бідності перебувало 11,8 % осіб, у тому числі 12,5 % дітей у віці до 18 років та 9,3 % осіб у віці 65 років та старших.
Цивільне працевлаштоване населення становило 293 особи. Основні галузі зайнятості: будівництво — 36,2 %, транспорт — 20,5 %, мистецтво, розваги та відпочинок — 10,6 %, науковці, спеціалісти, менеджери — 8,9 %.